# Krnjice
Krnjice (en serbe cyrillique : Крњице) est un village du sud du Monténégro, dans la municipalité de Bar.

## Démographie

### Évolution historique de la population
| 1948 | 1953 | 1961 | 1971 | 1981 | 1991 | 2003 |
| ---- | ---- | ---- | ---- | ---- | ---- | ---- |
| 336  | 331  | 288  | 216  | 108  | 55   | 26   |

### Répartition de la population par nationalités dans la ville
(Source :)